# Várzea Paulista
Várzea Paulista ist eine Stadt im brasilianischen Bundesstaat São Paulo. Im Jahr 2018 hatte sie etwa 120.000 Einwohner.

## Geschichte
Die Gemeinde wurde 1964 durch Landesgesetz gegründet.

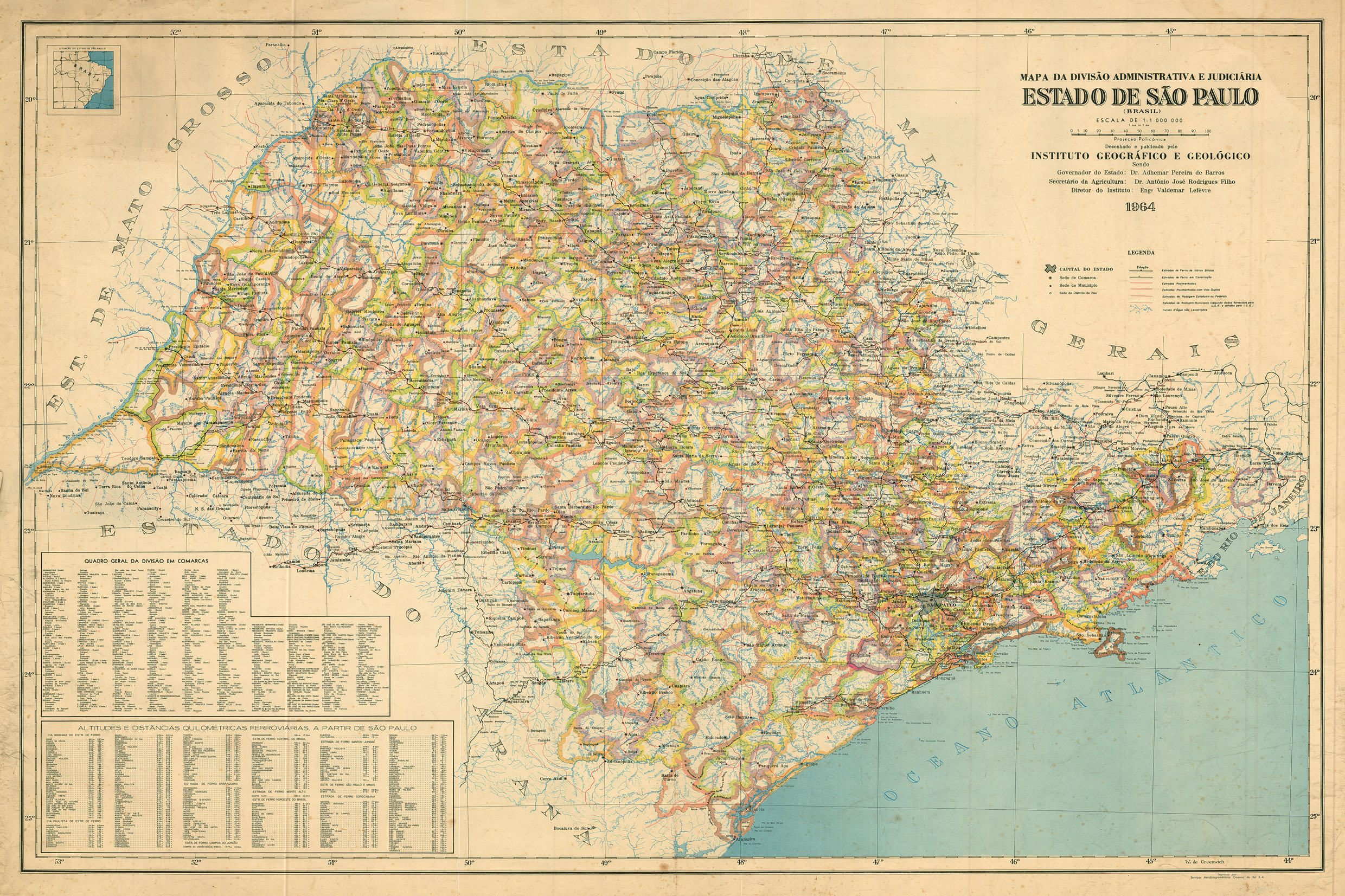
Karte des Bundesstaates São Paulo (1964).

## Bevölkerung
| Bevölkerungsentwicklung | Bevölkerungsentwicklung |
| Jahr                    | Bevölkerung             |
| ----------------------- | ----------------------- |
| 1970                    | 9.894                   |
| 1980                    | 33.818                  |
| 1991                    | 68.921                  |
| 2000                    | 92.800                  |
| 2010                    | 107.089                 |
| 2022                    | 115.771                 |
| [ 2 ] [ 3 ] [ 4 ]       |                         |

## Religion
Das Christentum ist in der Stadt wie folgt vertreten:

### Römisch-katholische Kirche
Die römisch-katholische Gemeinde ist Teil des Bistums Jundiaí.

### Protestantische Kirche
In der Stadt gibt es die unterschiedlichsten evangelischen Glaubensrichtungen, hauptsächlich Pfingstler, darunter die brasilianischen Assemblies of God, die Christliche Kongregationalistische Kirche in Brasilien, und andere.